# Canottieri Sampierdarenesi
La Società Canottieri Sampierdarenesi A.S.D. è una società sportiva di Genova fondata nel 1920. La sua sede è situata nel quartiere di Sestri Ponente, nei pressi dell'Aeroporto Internazionale Cristoforo Colombo.

## Storia
L'odierna compagine sportiva sorse nel 1920 come sezione autonoma di canottaggio della Società Ginnastica Comunale Sampierdarenese. Nel 1962, a causa dell'ampliamento del porto di Genova la società dovette trasferire la sua sede nel quartiere di Sestri Ponente, in Via Cibrario. Nel 2008 è stata inaugurata la nuova sede situata nelle vicinanze dell'aeroporto del capoluogo ligure, nella rinnovata Marina di Sestri Ponente. Ha ottenuto la stella d'argento e d'oro al merito sportivo. Nel 2022 è stata insignita dal Panathlon della "Patente etica per le società sportive"

## Palmares
La società ha vinto 19 titoli italiani di cui due in fuori scalmo: Nel 1968 a Orbetello nel due senza junior con Umberto Pezzini e Giampaolo Rossi e nel 2019 a Ravenna nel quattro senza ragazzi con Martino Cappagli, Luca Carrozzino, Simone Galtieri e Riccardo Corsinovi.  Nel 2020 la società ha lasciato il segno anche in occasione del Super Campionato Italiano della FIC, aggiudicandosi il titolo nell’otto Junior, i bronzi nell’otto Under 23 e nel 4 con Ragazzi. L’estate 2021 vede la partecipazione ancora di Martino Cappagli al Mondiale Junior, chiusa come finalista nell'Ammiraglia, mentre l'anno successivo conquista l’argento continentale nel 4 senza Junior ed è quarto ai Mondiali di categoria di Varese. Nello stesso anno una storica vittoria alla Coupe de la Jeunesse nel 8 maschile in un equipaggio composto per 8/9 da vogatori rossoneri tra i quali gli storici porta bandiera Luca Carrozzino e Simone Galtieri. Nel 2022 si vince pure il titolo societario nel 2 senza, mentre l’otto Junior si conferma ai vertici con uno splendido bronzo, e  dai Campionati Italiani di Gran Fondo arrivano due titoli, Under 23 e Master. Nel giugno 2023 il successo tricolore del 2 senza Ragazzi di Jacopo Cappagli e Romeo Schirinzi. Esattamente un anno dopo, la grande soddisfazione dell’argento a bordo dell’Ammiraglia agli Europei Junior in Polonia. Nel 2023 l’otto è campione d’Italia nel Gran Fondo, importanti affermazioni sono anche due ori e un bronzo ai Tricolori societari. 
I canottieri bianco-rosso-neri sono stati anche spesso messi a disposizione del Galeone di Genova per la Regata delle Antiche Repubbliche Marinare. Tra i ragazzi con più partecipazioni figurano Martino Cappagli e Luca Carrozzino. 